# Puig de l'Emili
El Puig de l'Emili és una muntanya de 82 metres que es troba al municipi de Ventalló, a la comarca catalana de l'Alt Empordà.